# Mas del Nomdedéu
El mas del Nomdedéu és una masia de Reus, la partida del Burgaret, abans coneguda per mas del Cailà i més tard, del Ferrater. Es troba entre la riera de la Quadra i la carretera de Constantí, per on s'hi accedeix, a través del camí de les Puntes.

## Descripció
És un mas de planta baixa i dos pisos, de planta quadrada i amb una torre centrada al mig que, per una escala, dona accés al terrat. Els dos cossos laterals, a banda i banda de la façana, estàn construïts un nivell per sota de l'edifici, i fan que al primer pis hi hagi dues galeries amples, amb tres grans obertures a nord i a sud. La planta baixa, de gran altura, era pels usos propis del mas, i la primera planta l'ocupaven les habitacions. Per la seva situació, la vista domina el territori, i s'albira el mar. La façana del mas està feta d'estuc amb franges alternades que imiten carreus i parament d'obra vista.
Un altre maset petit es troba tocant al mas, de planta també quadrada, i davant hi ha una bassa rodona. Actualment (2024) la finca, que té aigua abundant, està plantada d'hortalisses, sobretot cebes i calçots. No s'habita, i totes les edificacions, inclosos uns magnífics galliners, es dediquen a l'explotació agrícola.